# Терек (град)
Терек (рус. Терек) град је у Русији у Кабардино-Балкарији.

## Становништво
| 1939. | 1959. | 1970.  | 1979.  | 1989.  | 2002.  | 2010.  |
| ----- | ----- | ------ | ------ | ------ | ------ | ------ |
| 4.485 | 6.647 | 10.422 | 12.335 | 16.559 | 20.255 | 19.170 |